# Slizová vrstva

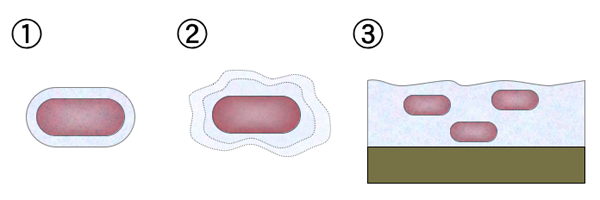
Typy bakteriálních vnějších struktur.
1. kapsula; 2. slizová vrstva; 3. biofilm

Slizová vrstva je typ bakteriálního glykokalyxu a od kapsuly se odlišuje menší organizovaností a určitou nestejnorodostí. Je jednoduše vymyvatelný. Skládá se především z exopolysacharidů, glykoproteinů a glykolipidů.
Slizová vrstva, podobně jako kapsula, chrání bakteriální buňky před účinky antibiotik či vyschnutím. Také usnadňuje přilnutí na hladké povrchy. Pomáhá také chránit bakterii před sterilizačními prostředky (chlór, jód) a dalšími chemikáliemi.